# Vila do Conde (freguesia)
Vila do Conde is een plaats (freguesia) in de Portugese gemeente Vila do Conde en telt 25.731 inwoners (2001).
Met Rio Ave FC beschikt Vila do Condo over een betaaldvoetbalclub.

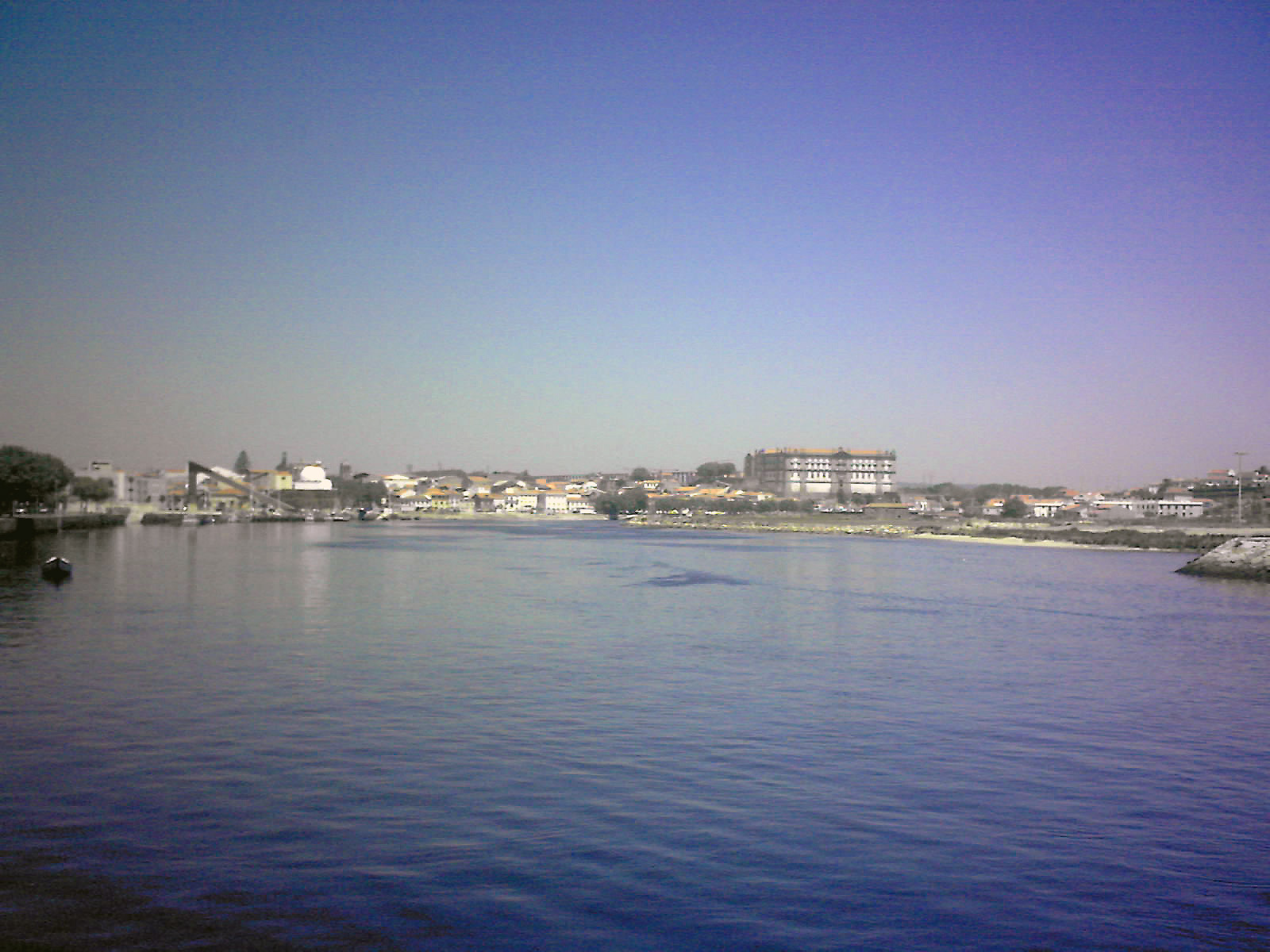
Vila do Conde